# Four Seasons Hotel New York

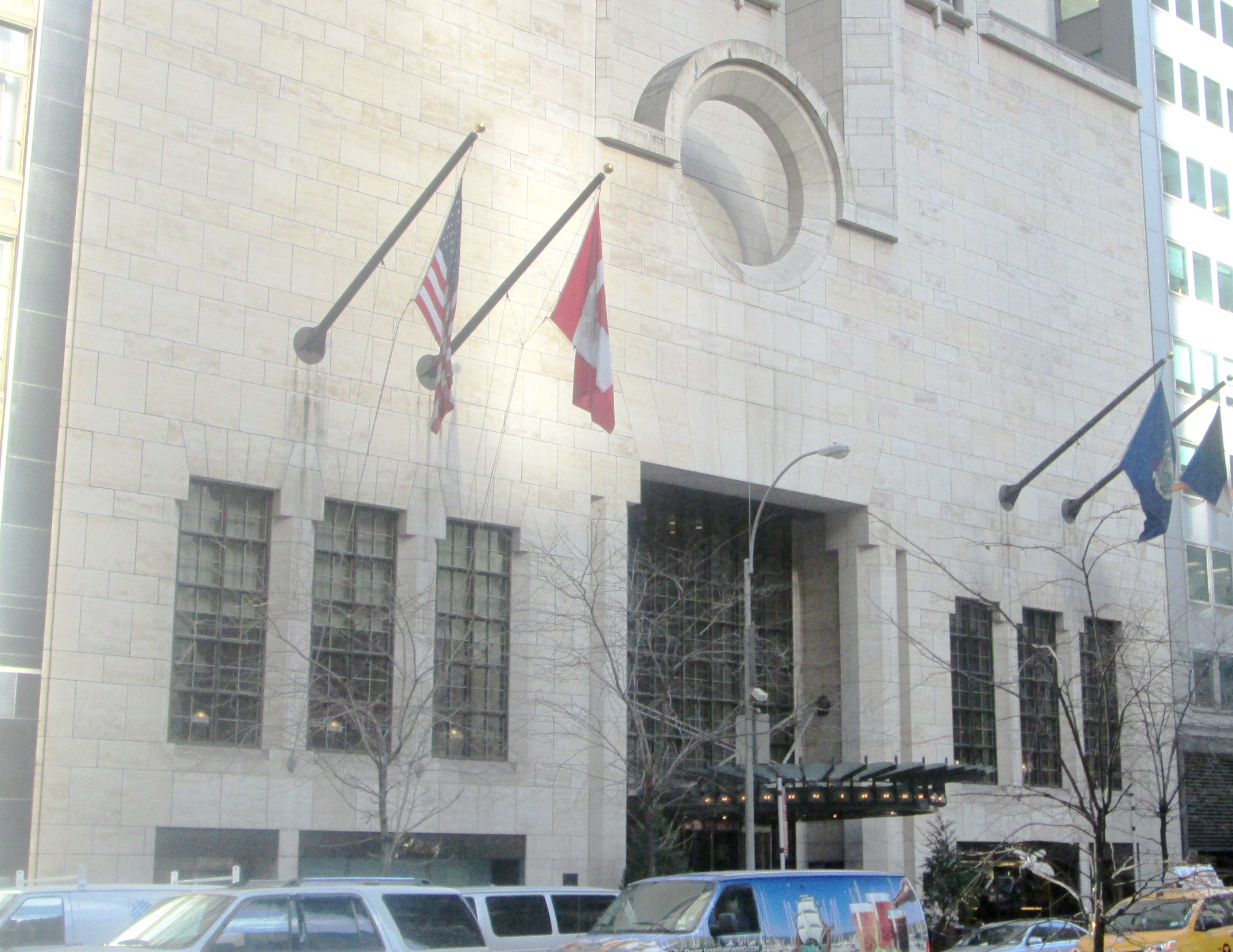
De ingang van het hotel in 2013

Het Four Seasons Hotel New York (eerder Regent Hotel New York) is een hotel van de hotelketen Four Seasons Hotels and Resorts in Midtown Manhattan in de Amerikaanse stad New York. Het hotel is met zijn hoogte van 208 meter het hoogste hotel van New York. Het Four Seasons Hotel telt 52 verdiepingen en beschikt over in totaal 368 kamers. Het hotel werd gebouwd tussen 1990 en 1993. In het hotel bevinden zich twee horecagelegenheden, namelijk de in 2015 geopende TY Bar en een restaurant met de naam The Garden. Ook bevindt zich in het hotel de Ty Warner Penthouse Suite dat met zijn prijs van $45.000 per nacht de duurste hotelkamer van Noord-Amerika is en een van de duurste ter wereld.

## Geschiedenis
In de jaren 80 werd Bill Zeckendorf eigenaar van een onbebouwd perceel met een oppervlakte van 2.300 m² waar tegenwoordig het Four Seasons Hotel staat. Het hotelketen Regent Hotels benaderde later de eigenaar van de EIE International Corporation, omdat het bedrijf op het perceel een hotel wilde hebben. In januari 1989 werden de plannen onthuld. Het gebouw zou destijds uit een toren met 46 verdiepingen en een toren met 20 verdiepingen bestaan en zou 400 kamers krijgen. Volgens planning zou het hotel in 1991 af zijn. De bouw werd gefinancierd met behulp van een lening van zes Japanse banken. De Japanse vastgoedmarkt belandde echter in een crisis in 1990 met als gevolg dat het hotel een vestiging werd van Four Seasons Hotels.
Het gebouw werd uiteindelijk gebouwd tussen 1990 en 1993 en was ontworpen door de architecten Ieoh Ming Pei en Frank Williams van het architectenbureau Pei Cobb Freed & Partners. De ontwikkelaars waren de EIE International Corporation en William Zeckendorf Jr.. De opening vond plaats op 1 juni 1993.
In 2003 werd de top van het Four Seasons Hotel gerenoveerd. Bij de renovatie werden enkele ramen en balkons aan het gebouw toegevoegd en werd het penthouse heringericht. In de zomer van 2006 opende in het hotel het restaurant L'Atelier van chef-kok Joël Robuchon, dat twee sterren van Michelin ontving. Vóór 2006 bevond zich in het Four Seasons Hotel het restaurant Fifty Seven Fifty Seven. In juni 2012 sloot Joël Robuchon zijn restaurant.
In 2015 opende de vernieuwde bar van het Four Seasons Hotel, de TY Bar. De nieuwe bar werd ontworen door architect Pierre-Yves Rochon. De TY Bar, die eerder onder de naam Ty Lounge bekendstond, werd vernoemd naar de eigenaar van het hotel, Ty Warner. Ook zal volgens planning in de lente van 2015 een door dezelfde architect ontworpen evenementenruimte met een oppervlakte van 300 m², genaamd FIFY57, openen.

## Architectuur
Het Four Seasons Hotel is ontworpen in de postmodernistische stijl en bestaat uit beton. De buitenkant van het hotel bestaat uit Frans zandsteen. Het Four Seasons Hotel begint op de grond breed, maar wordt smaller naarmate de wolkenkrabber stijgt. Op de hoeken van die stukken bevinden zich lantaarns. Het gebouw is te betreden via twee ingangen, één aan East 57th Street en één aan East 58th Street. Op de begane grond bevindt zich een zandstenen lobby met een hoogte van tien meter.
Boven in het Four Seasons Hotel, op de 52e verdieping, bevindt zich de in 2004 geopende Ty Warner Penthouse Suite met een oppervlakte van 400 m² en negen kamers. De suite, die $45.000 per nacht kost, is ontworpen door Peter Marino en Ieoh Ming Pei en biedt uitzichten over Manhattan. De Ty Warner Penthouse Suite beschikt over een balkon en gasten hebben onder andere een Rolls-Royce Phantom met chauffeur en een butler tot hun beschikking.

## Ligging
Het Four Seasons Hotel bevindt zich op het adres 57 East 57th Street, tussen Easth 67th en East 58th Street. De wolkenkrabber grenst aan drie gebouwen, namelijk het Fuller Building en 42 East 58th Street in het westen en het Davies Building in het oosten. Aan de overkant van East 57th Street bevindt zich 432 Park Avenue en aan de overkant van East 58th Street een gebouw met het adres 43 East 58th Street.